# 漫画ドリフターズ
『漫画ドリフターズ』（まんがドリフターズ）は、榎本有也による日本の漫画。『週刊少年ジャンプ』（集英社）において、1970年31号から1975年46号まで連載された。『別冊少年ジャンプ』（同）においても1970年7月号から1974年8月号まで連載され、同誌が『月刊少年ジャンプ』に改名された後も1974年9月号から1976年3月号まで並行して連載された。コントグループ・ザ・ドリフターズを題材にした漫画。単行本化はされていない。
榎本による同じ題材の漫画作品『ザ・ドリフターズ101のひみつ』についても説明する。

## 登場人物
いかりや 長介（いかりや ちょうすけ）

荒井 注（あらい ちゅう）

加藤 茶（かとう ちゃ）

高木 ブー（たかぎ ブー）

仲本 工事（なかもと こうじ）

## ザ・ドリフターズ101のひみつ
『ザ・ドリフターズ101のひみつ』は、榎本有也による日本の漫画作品。監修は渡辺プロダクション。

### 書誌情報
- 榎本有也・渡辺プロダクション（監修）『ザ・ドリフターズ101のひみつ』小学館〈小学館の101コミックス〉、全2巻 - ISBNはない
  1. 「全員集合!!ドリフのズッコケまんが」[8]1976年10月10日初版発行
  2. 「第2集」[7]1977年1月25日初版発行